# سامي الشمعة
سامي الشمعة (1910- 1950 م)، صحفي سوري من دمشق كان صاحب “جريدة آخر دقيقة" ومؤسس صحيفتي "الدستور" و"السياسة." وفي نهاية مرحلة الانتداب الفرنسي، كان أول مدير للإذاعة المحلية التي سبقت إذاعة دمشق.

## البداية
ولد سامي الشمعة في دمشق وتلقى علومه في المدرسة الأميركية في عاليه وفي الجامعة الأميركية في بيروت. وكان رياضياً لامعاً وأحد مؤسسي فريق معاوية لكرة القدم.

## العمل الصحفي
عَمل مراسلاً لجريدة صوت الأحرار اللبنانية وسكرتيراً لتحرير جريدة الأيام الدمشقية. أسس جريدة الدستور التي صدر عددها الأول يوم 16 كانون الأول 1932، وعند توقفها لأسباب مادية، أطلق صحيفة جديدة باسم «السياسة» يوم 4 كانون الثاني 1934. وفي عام 1946، أسس جريدة ثالثة بعنوان «آخر دقيقة» على غرار مجلّة آخر ساعة المصرية. ولكنها أوقفت بقرار حكومي لإثارة أزمة دبلوماسية مع تركيا سنة 1947. وخلال الحرب العالمية الثانية، تسلّم سامي الشمعة إدارة الإذاعة المحلية في العاصمة السورية والتي سبقت إذاعة دمشق.